# 大北街

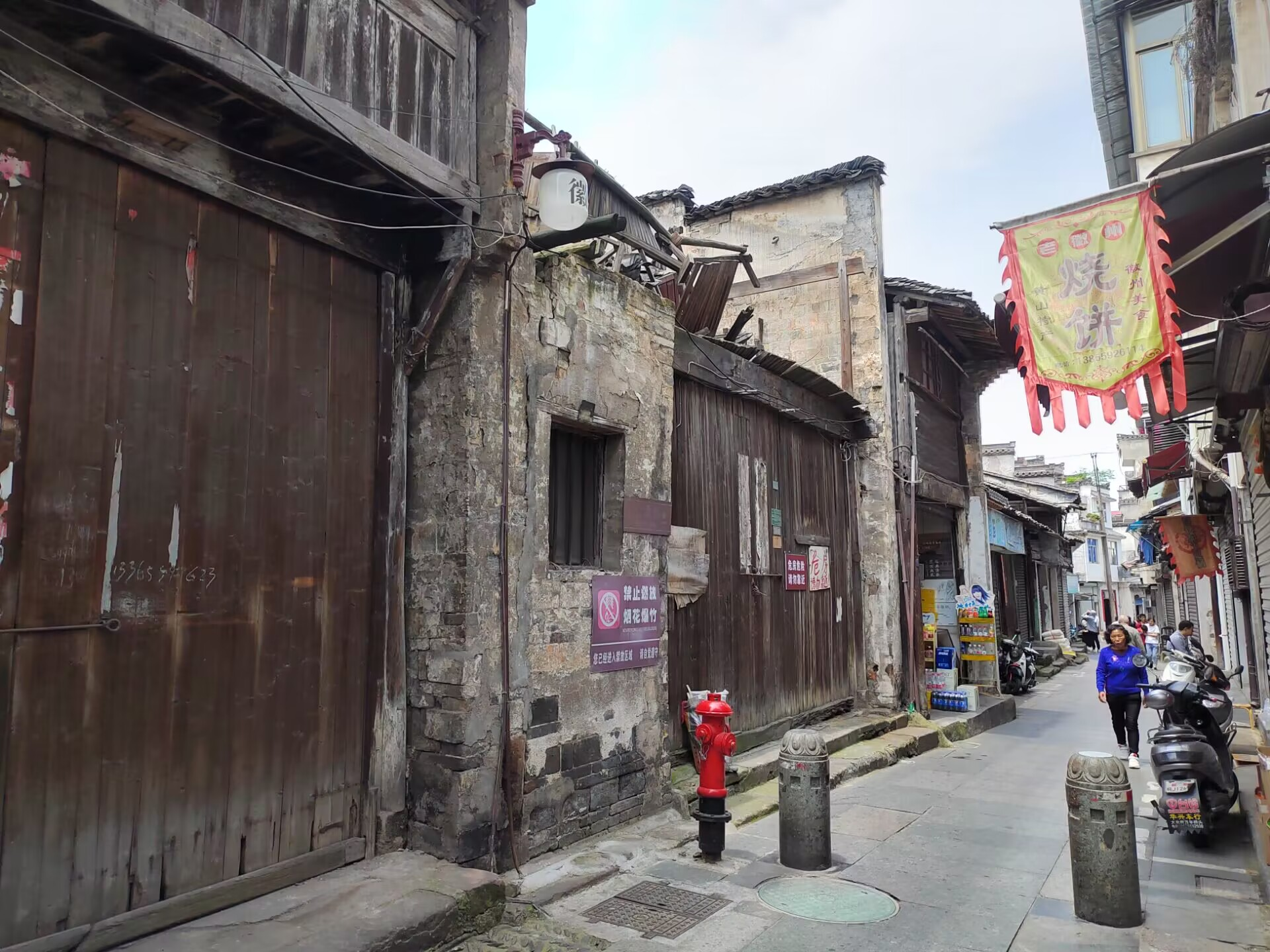
歙县大北街

大北街。位于安徽省黄山市歙县徽城镇，是原徽州府城的主要街道之一，南起中和街，北到府城大北门临溪门。
大北街沿街有两座跨街牌坊，均为歙县文物保护单位：
- 豸绣重光坊，歙县文物保护单位
- 含贞蕴粹坊，歙县文物保护单位

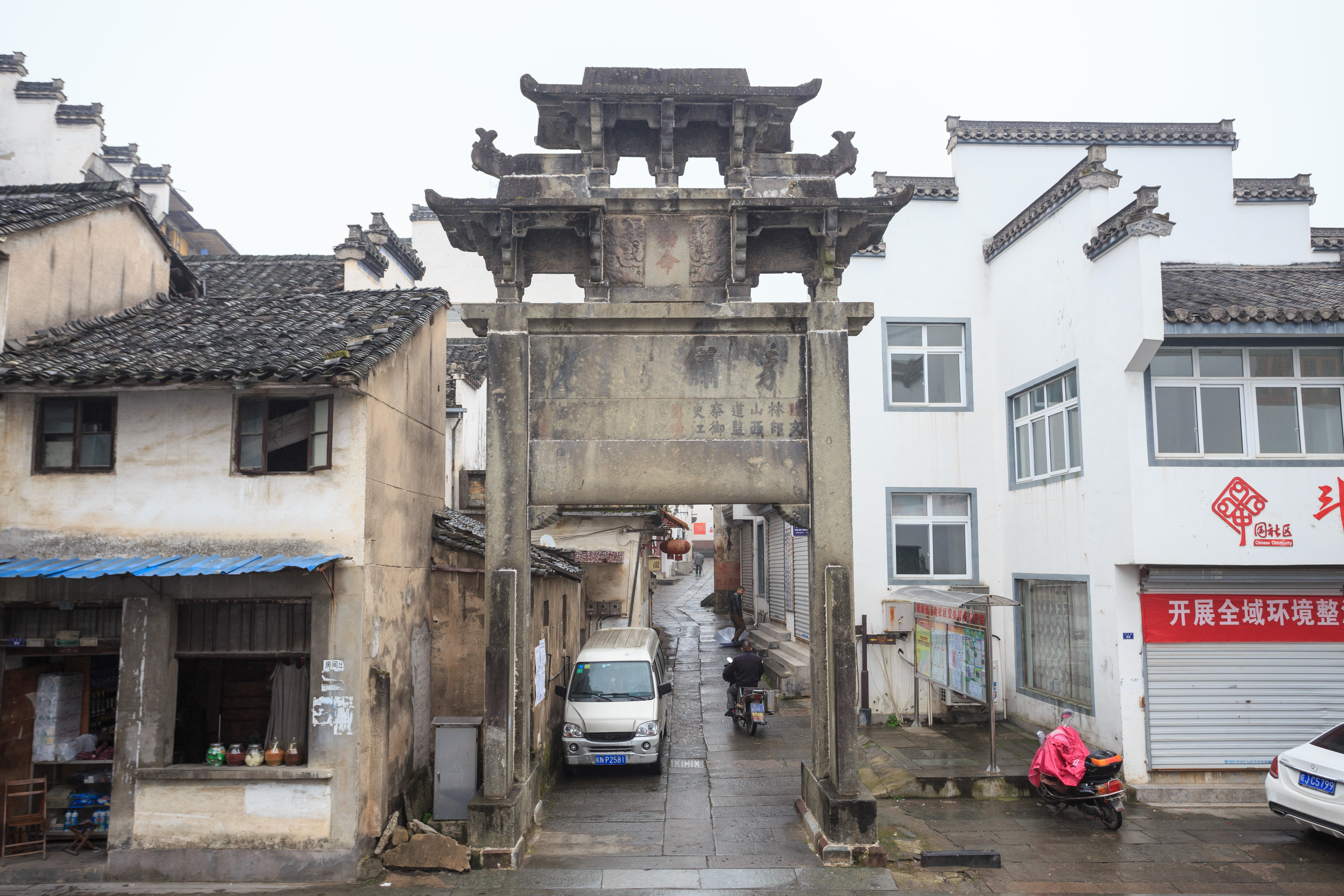
豸绣重光坊正面
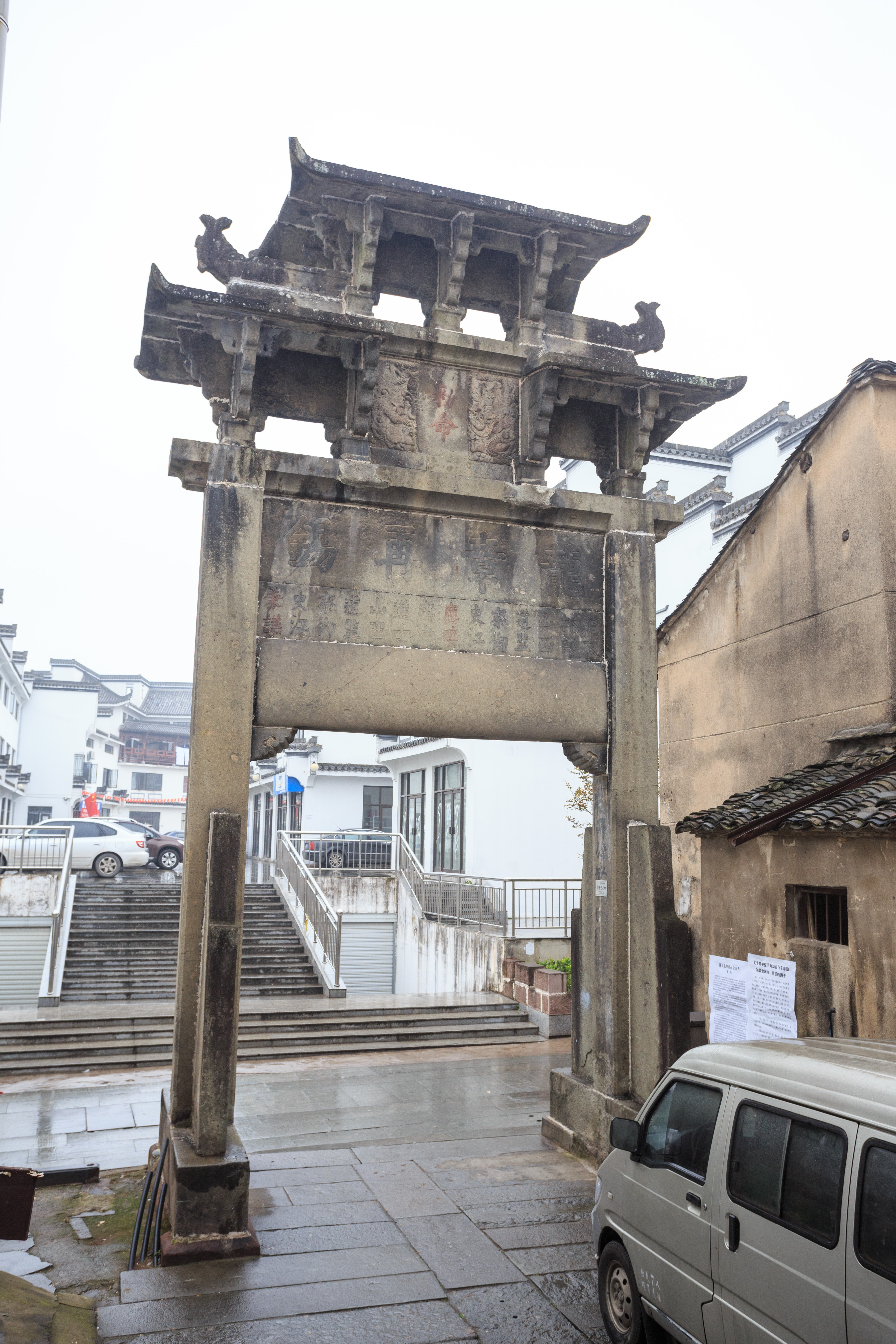
豸绣重光坊背面